# Paul Lafargue
Paul Lafargue (15. januar 1842 i Santiago, Cuba – 26. november 1911 i Draveil, Paris, Frankrig) var en fransk revolutionær marxistisk socialist, journalist, litteraturkritiker, politisk forfatter og aktivist. Gift med Laura, der var datter af Karl Marx.

## Liv og karriere
Lafargue var søn af en fransk cubansk plantageejer, som barn flyttede hans familie dog tilbage til Frankrig i 1851, tilbage til familiens oprindelige hjemby Bordeaux. Her gik Lafargue i skole, senere studerede han medicin ved Paris Universitetet. Efter noget tid blev han imidlertid bortvist fra universitetet på grund af politiske socialistiske aktiviteter, derfor måtte han afsluttede sine studier i London i 1868. Her traf han Karl Marx datter, Laura, som han senere på året blev gift med.
Lafargue var medlem i Første Internationale, hvor han blev venner med Karl Marx og Friedrich Engels. Lafargue hjalp Engels med at finansiere Marx politiske arbejde, ud over det havde han et langt politisk liv. Lafargue var en af grundlæggerne af den marxistiske fløj i det franske arbejderparti, han var i 1871 med i Pariserkommunen, efter kommunens fald flygtede han dog til Spanien. Under opholdet i Spanien fik Lafargue hjælp fra andre medlemmer af Internationale, under hans opholdet arbejdede han også aktivt for at få skabt en større marxistisk bevægelse i landet, da Internationale i Spanien på dette tidspunkt var meget domineret af anarkister.
Lafargue rejste senere i 1873 videre til London igen, hvor han blev til 1882. I denne periode arbejdede han blandt andet sammen med Gabriel Deville og Jules Guesde om den politiske platform for «Det Franske Arbejderparti», det første marxistiske parti overhovedet. 
Fra 1882 bosatte Lafargue og hans kone sig igen i Frankrig, her arbejdede han som embedsmand, men drev samtidig omfattende politiske aktiviteter. I 1892 blev han indvalgt i det franske parlament. Lagargue var en stor fortaler for kvinders rettigheder og modstander af reformisme.
Lafargue var genstand for et berømt citat af Karl Marx. Kort før Marx døde i 1883, skrev han et brev til Lafargue og det franske arbejderpartis leder Jules Guesde, som begge allerede hævdede at repræsentere "marxistiske" principper. Marx anklagede dem for "revolutionær fraser" og at fornægte værdien af reformistiske kampe. Denne udveksling er kilden til Marx 'bemærkning, der rapporteres af Friedrich Engels: "Ce qu'il y a de certain c'est que moi, je ne suis pas Marxiste." ("det er sikkert for mig, at [hvis de er marxister, så er] jeg ikke [er] marxist").

### Døden
I de sene år af Lafargue liv deltog han ikke i nogen form for politisk aktivitet, han og hans kone levede i udkanten af Paris i landsbyen Draveil, han begrænser hans bidrag til en række artikler og essays, samt lejlighedsvise træf eller møder med nogle af de mest kendte socialistiske aktivister fra den tid, såsom Karl Kautsky og Hjalmar Branting af den ældre generation, Karl Liebknecht og Vladimir Lenin af den yngre generation. Det var i Draveil at Paul og Laura Lafargue sætte en stopper for deres liv ved at begå selvmord, til overraskelse og harme for mange franske og europæiske socialister.
Laura og Paul Lafargue døde begge ved de sammen begik selvmord i 1911 for at flygte fra den snigende senilitet.